# Cartaya
Cartaya — miasto w Hiszpanii, w Andaluzji. W 2007 liczyło 16 589 mieszkańców.